# La prima cosa bella (single de Malika Ayane)
Pour les articles homonymes, voir La prima cosa bella (homonymie).
Singles de Malika Ayane
Contro vento
(2009) Ricomincio da qui
(2010)
La prima cosa bella (« La première belle chose ») est un single de la chanteuse italo-marocaine Malika Ayane, sorti le 12 janvier 2010. Il est extrait de la bande originale du film homonyme, et est une reprise de la chanson homonyme de Nicola Di Bari.
En plus de faire partie de la bande originale du film, il figure dans le deuxième album de la chanteuse, Grovigli (it), ainsi que dans la compilation Je t'aime 2011 (it).
Le clip produit pour la chanson alterne des séquences du film de Paolo Virzì avec d'autres dans lesquelles la chanteuse interprète la chanson sur un fond blanc.
Le single est certifié disque de platine en Italie.

## Liste de titres
| No | Titre               | Paroles | Musique        | Durée |
| -- | ------------------- | ------- | -------------- | ----- |
| 1. | La prima cosa bella | Mogol   | Nicola Di Bari | 3:35  |

## Classements
| Classement (2010) |  | Meilleure position |
| ----------------- |  | ------------------ |
| Top singles       |  | 5                  |